# Erbezzo
Erbezzo (im zimbrischen Dialekt: Gen Wiese) ist eine nordostitalienische Gemeinde (comune) mit 837 Einwohnern (Stand 31. Dezember 2023) in der Provinz Verona in Venetien. Die Gemeinde liegt etwa 22,5 Kilometer nördlich von Verona im Valpantena, gehört zur Comunità montana della Lessinia und grenzt an das Trentino. Außerdem gehört sie zu den dreizehn Gemeinden – der zimbrischen Sprachinsel.